# Parametr (statystyka)
Parametr – liczbowa charakterystyka populacji, procesu generującego dane lub modelu statystycznego. Parametr ma się do populacji tak, jak statystyka z próby ma się do próby: parametr opisuje całą populację (przykładem może być średnia z populacji), podczas gdy statystyka opisuje próbę i jednocześnie może stanowić szacunkowy pomiar parametru (np. średnia z próby). Dlatego parametr w znaczeniu stosowanym w statystyce można nazywać parametrem populacji. 